# 鴫野站
鴫野站（日语：／ Shigino eki */?）是位於日本大阪府大阪市城東區，屬於西日本旅客鐵道（JR西日本）和大阪市高速電氣軌道（大阪地下鐵）的鐵路車站。

## 車站構造

### JR西日本
本站為3面4線的高架站。站內設有一座島式月台和兩座側式月台式月台。1樓是售票處和車站大廳，2樓則是月台。站內曾設有綠窗口，在2018年11月30日結束營業後改設可售賣指定席，具備與遠隔操作員對話功能的綠色售票機Plus。本站是由放出站管理的直營站，但不派置站長。

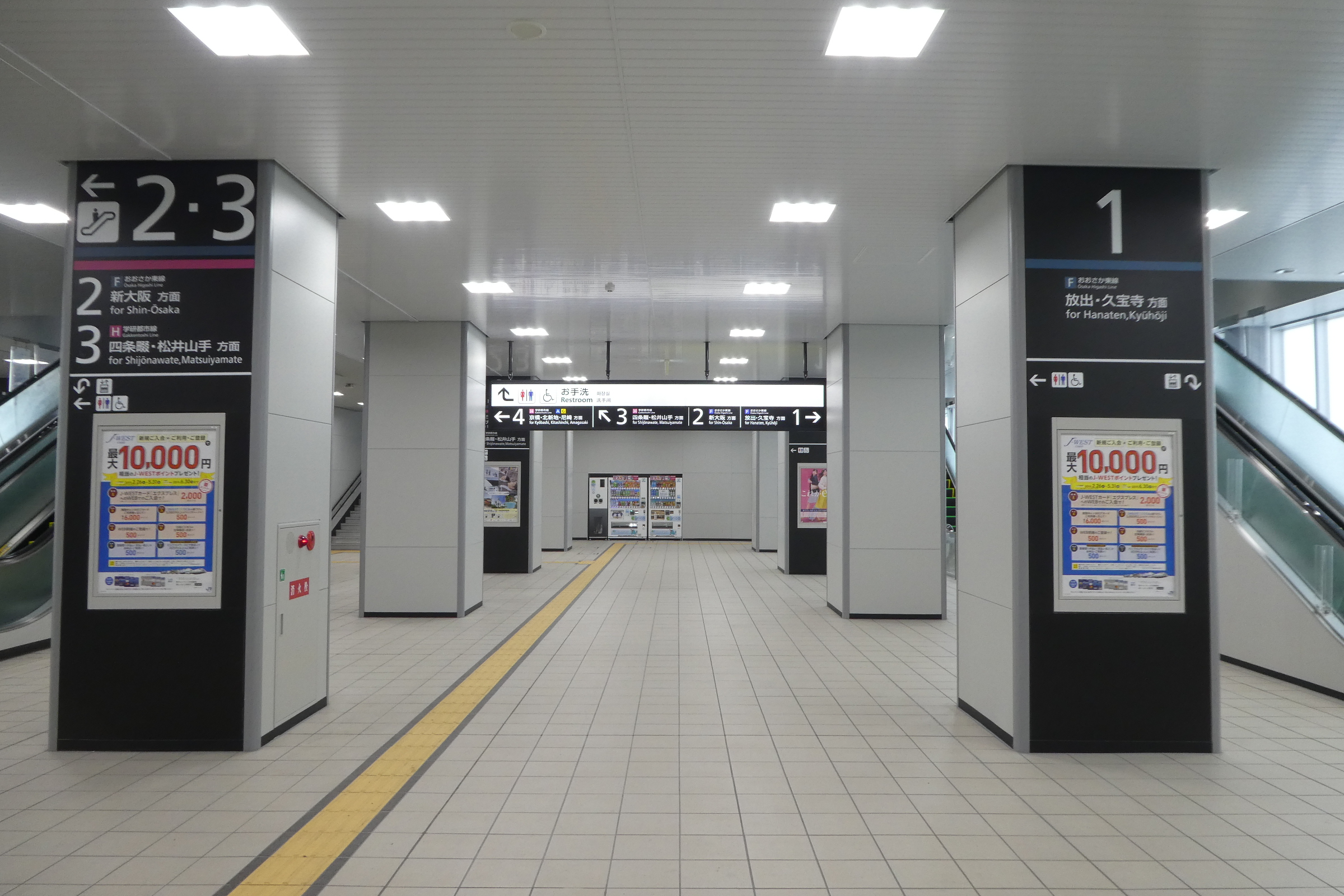
車站大廳（2019年3月）
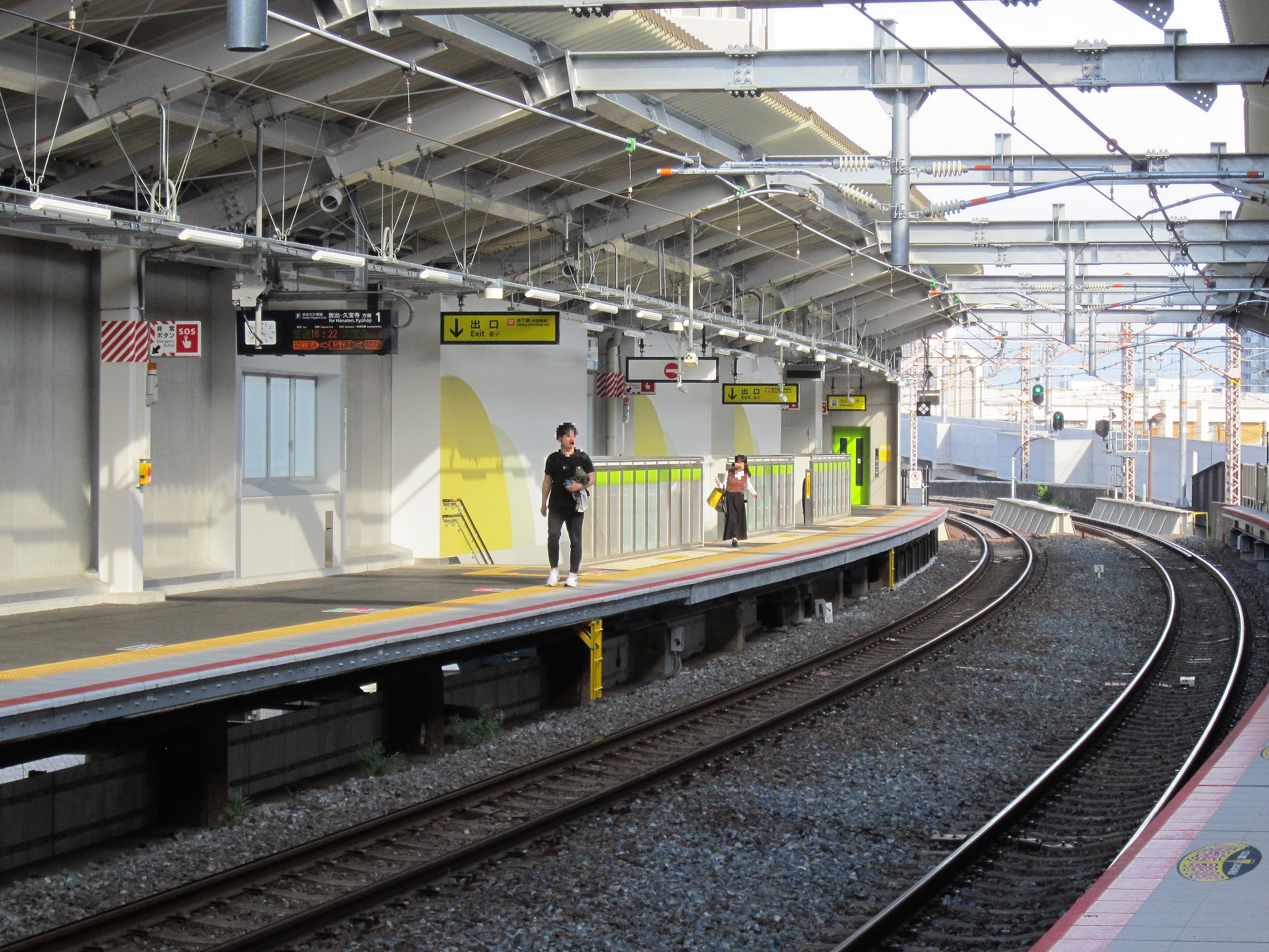
1號月台（2019年5月）
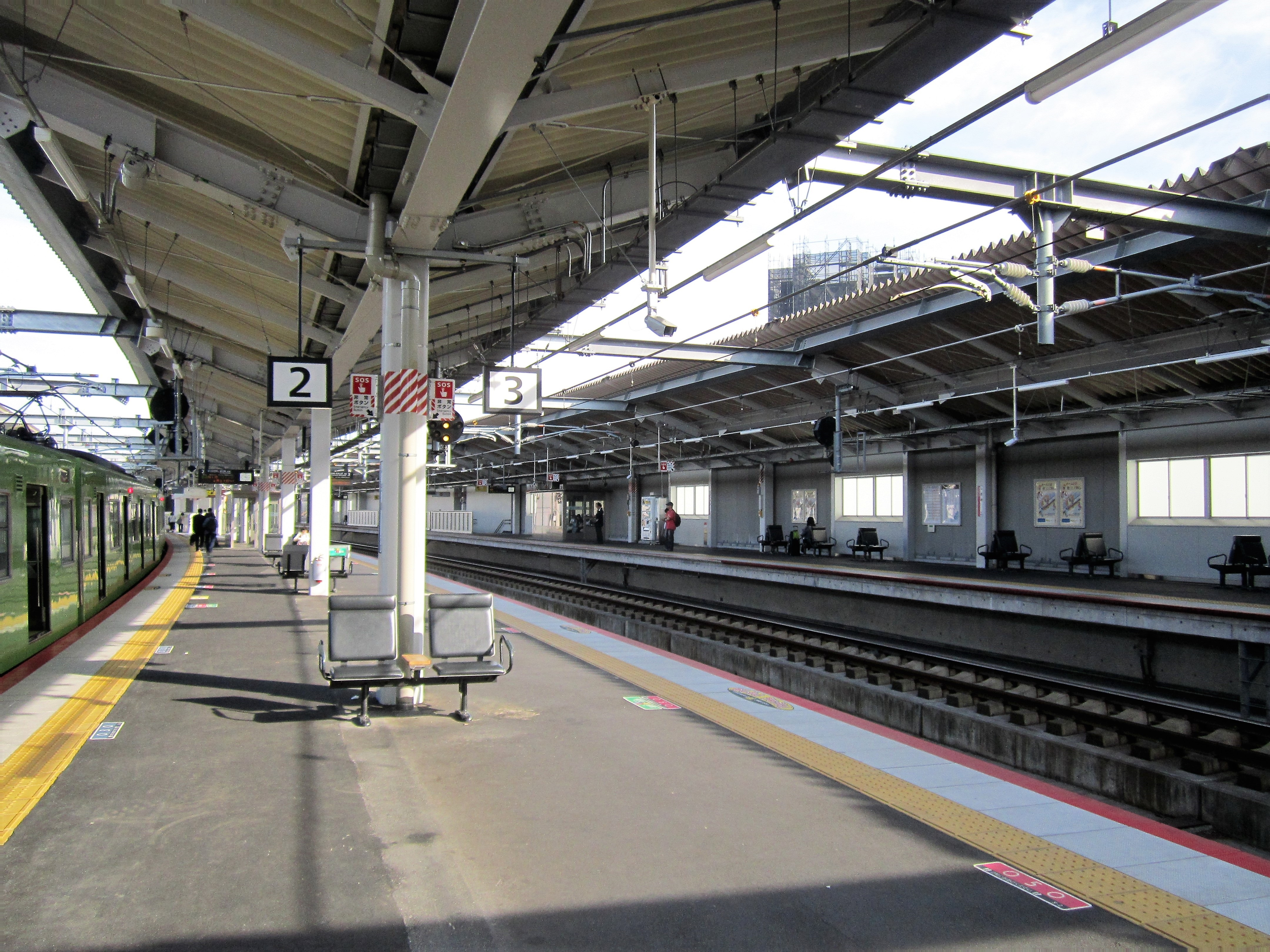
2號至4號月台（2019年5月）

#### 月台配置
| 月台 | 路線       | 方向 | 目的地                 |
| ---- | ---------- | ---- | ---------------------- |
| 1    | 大阪東線   | 下行 | 放出、久宝寺方向       |
| 2    | 大阪東線   | 上行 | 新大阪方向             |
| 3    | 学研都市線 | 上行 | 四條畷、松井山手方向   |
| 4    | 学研都市線 | 下行 | 京橋、北新地、尼崎方向 |

### 大阪市高速電氣軌道
本站為島式月臺1面2線的地下車站。站內只設有1處驗票口。

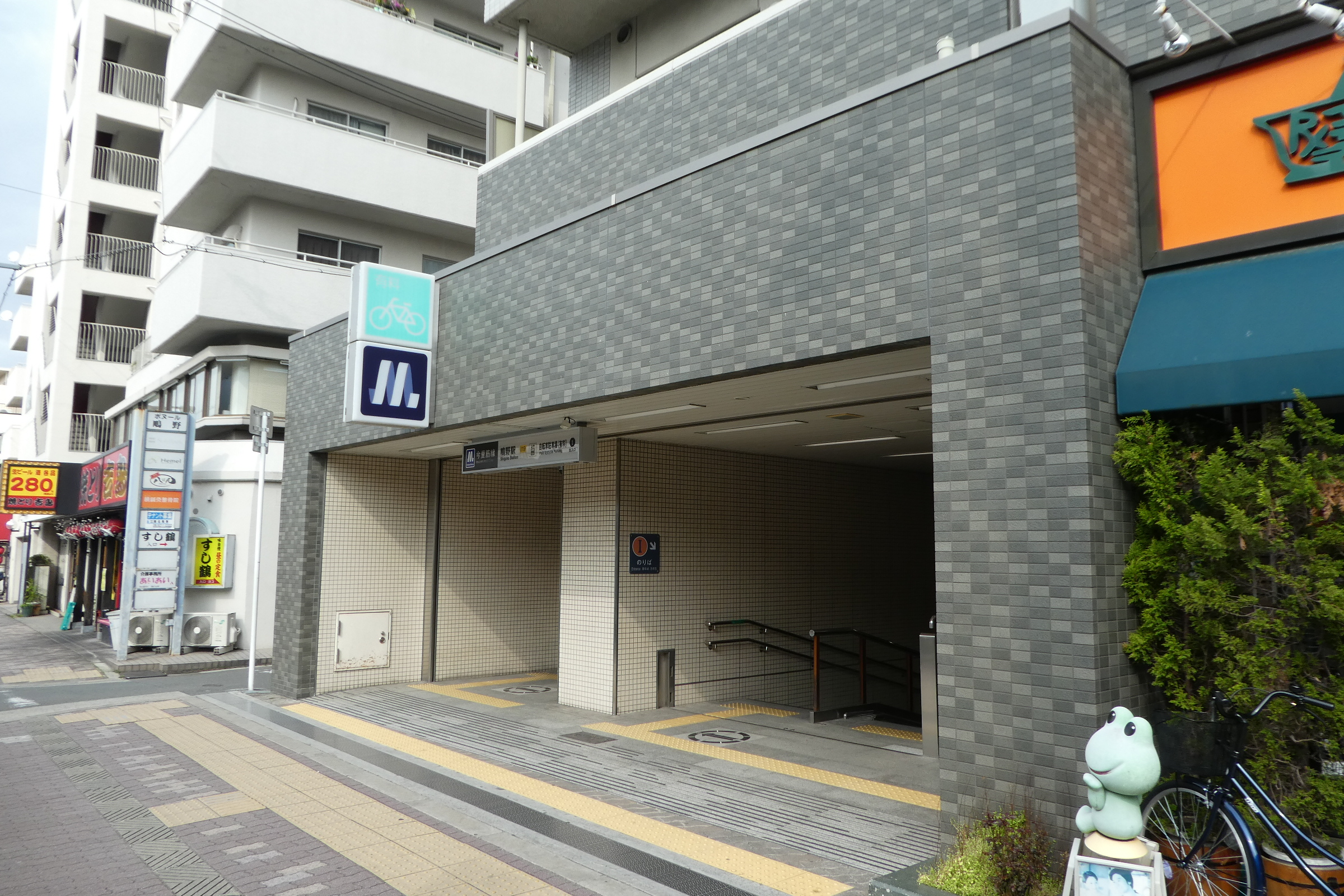
1號出入口（2019年3月）
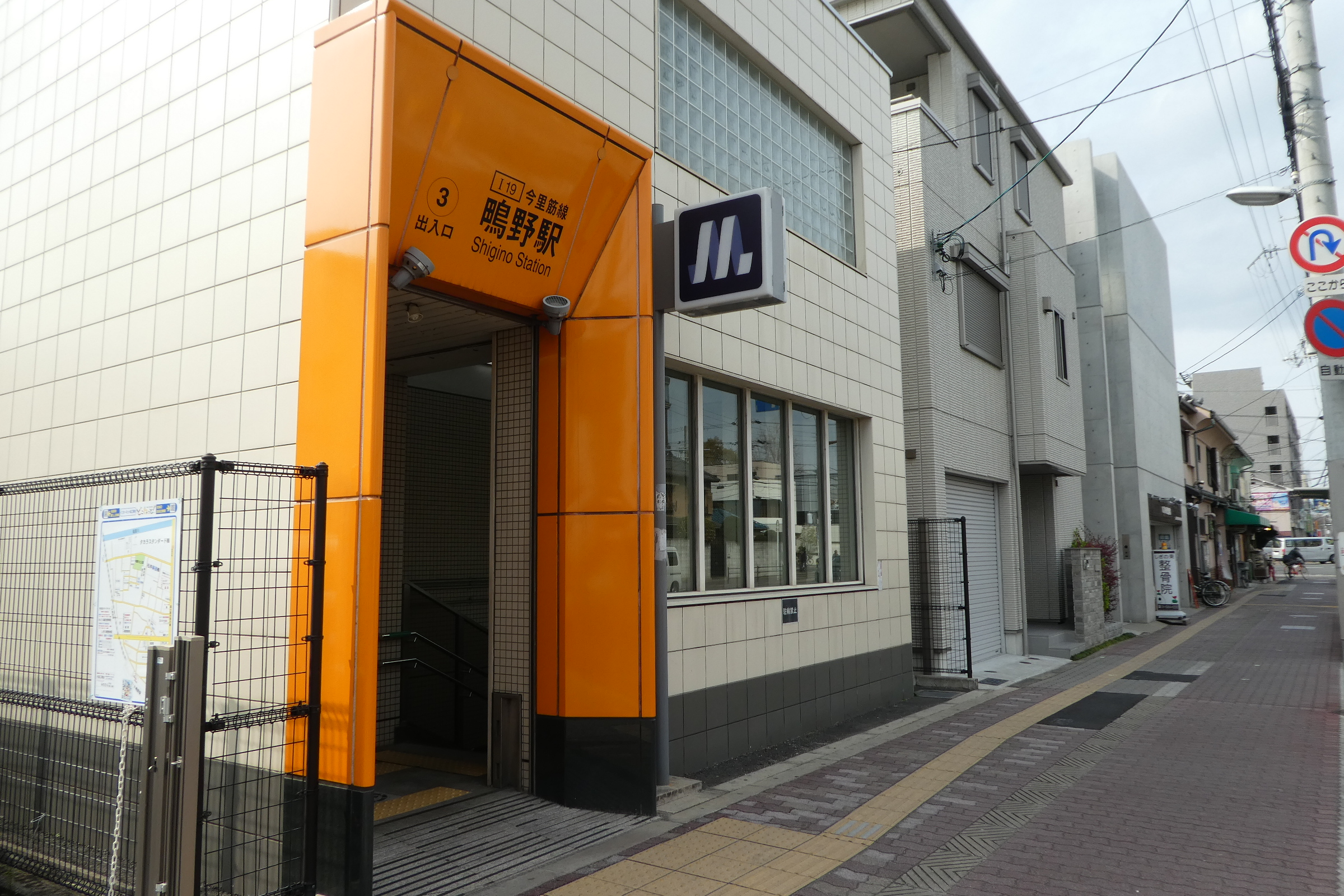
3號出入口（2019年3月）
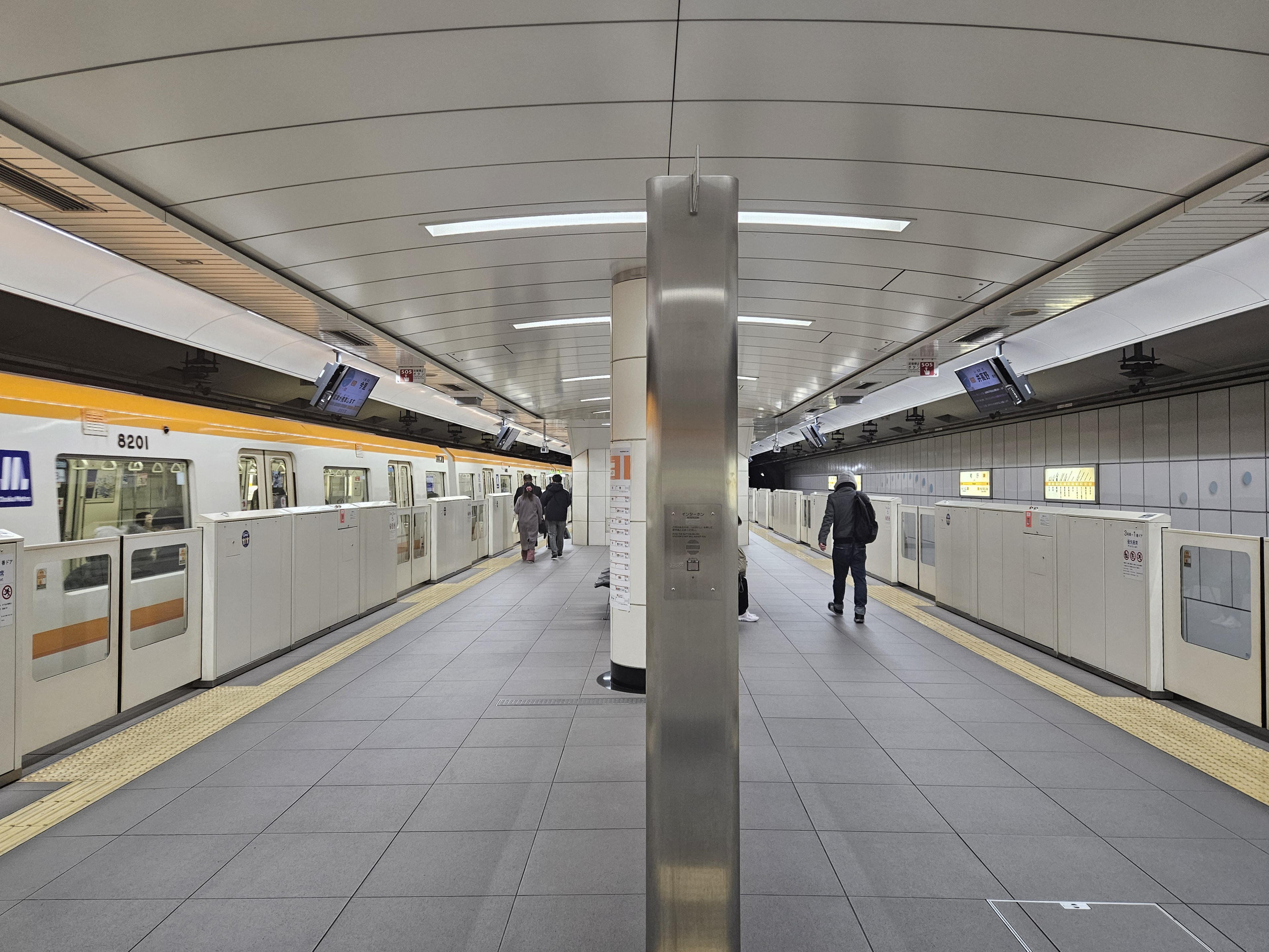
月台（2025年1月）

#### 月台配置
| 月台 | 路線     | 目的地                             |
| ---- | -------- | ---------------------------------- |
| 1    | 今里筋線 | 綠橋、今里方向                     |
| 2    | 今里筋線 | 蒲生四丁目、太子橋今市、井高野方向 |

## 利用狀況
- JR西日本 - 2018年度1日平均上車人次為10,064人。
- 大阪市高速電氣軌道 - 2018年11月13日1日上下車人次為9,169人（上車人次：4,639人，下車人次：4,530人）[利用客数 1]。

各年度1日上下車、上車人次如下表。
- JR資料為1日平均。
- 大阪市高速電氣軌道資料的交通量調查基於特定1日。

| 年度               | JR西日本         | 大阪市高速電氣軌道 | 大阪市高速電氣軌道 | 大阪市高速電氣軌道 | 來源     |
| 年度               | 1日平均 上車人次 | 特定日             | 特定日             | 特定日             | 來源     |
| 年度               | 1日平均 上車人次 | 調查日             | 上下車人次         | 上車人次           | 來源     |
| ------------------ | ---------------- | ------------------ | ------------------ | ------------------ | -------- |
| 1990年（平成02年） | 8,747            | 未 開 業           | 未 開 業           | 未 開 業           | [ * 1 ]  |
| 1991年（平成03年） | 8,853            | 未 開 業           | 未 開 業           | 未 開 業           | [ * 2 ]  |
| 1992年（平成04年） | 8,852            | 未 開 業           | 未 開 業           | 未 開 業           | [ * 3 ]  |
| 1993年（平成05年） | 8,969            | 未 開 業           | 未 開 業           | 未 開 業           | [ * 4 ]  |
| 1994年（平成06年） | 8,834            | 未 開 業           | 未 開 業           | 未 開 業           | [ * 5 ]  |
| 1995年（平成07年） | 8,841            | 未 開 業           | 未 開 業           | 未 開 業           | [ * 6 ]  |
| 1996年（平成08年） | 8,937            | 未 開 業           | 未 開 業           | 未 開 業           | [ * 7 ]  |
| 1997年（平成09年） | 9,370            | 未 開 業           | 未 開 業           | 未 開 業           | [ * 8 ]  |
| 1998年（平成10年） | 9,446            | 未 開 業           | 未 開 業           | 未 開 業           | [ * 9 ]  |
| 1999年（平成11年） | 9,121            | 未 開 業           | 未 開 業           | 未 開 業           | [ * 10 ] |
| 2000年（平成12年） | 8,991            | 未 開 業           | 未 開 業           | 未 開 業           | [ * 11 ] |
| 2001年（平成13年） | 8,929            | 未 開 業           | 未 開 業           | 未 開 業           | [ * 12 ] |
| 2002年（平成14年） | 8,713            | 未 開 業           | 未 開 業           | 未 開 業           | [ * 13 ] |
| 2003年（平成15年） | 8,739            | 未 開 業           | 未 開 業           | 未 開 業           | [ * 14 ] |
| 2004年（平成16年） | 8,497            | 未 開 業           | 未 開 業           | 未 開 業           | [ * 15 ] |
| 2005年（平成17年） | 8,405            | 未 開 業           | 未 開 業           | 未 開 業           | [ * 16 ] |
| 2006年（平成18年） | 8,307            | -                  | -                  | -                  | [ * 17 ] |
| 2007年（平成19年） | 8,711            | 11月13日           | 6,232              | 3,146              | [ * 18 ] |
| 2008年（平成20年） | 8,827            | 11月11日           | 6,971              | 3,536              | [ * 19 ] |
| 2009年（平成21年） | 8,786            | 11月10日           | 7,717              | 3,909              | [ * 20 ] |
| 2010年（平成22年） | 8,824            | 11月09日           | 7,799              | 3,973              | [ * 21 ] |
| 2011年（平成23年） | 8,864            | 11月08日           | 8,045              | 4,057              | [ * 22 ] |
| 2012年（平成24年） | 8,909            | 11月13日           | 8,504              | 4,317              | [ * 23 ] |
| 2013年（平成25年） | 9,109            | 11月19日           | 8,595              | 4,370              | [ * 24 ] |
| 2014年（平成26年） | 9,134            | 11月11日           | 8,633              | 4,360              | [ * 25 ] |
| 2015年（平成27年） | 9,461            | 11月17日           | 9,037              | 4,502              | [ * 26 ] |
| 2016年（平成28年） | 9,617            | 11月08日           | 9,146              | 4,598              | [ * 27 ] |
| 2017年（平成29年） | 9,878            | 11月14日           | 9,661              | 4,879              | [ * 28 ] |
| 2018年（平成30年） | 10,064           | 11月13日           | 9,169              | 4,639              | [ * 29 ] |

## 歷史
- 1933年9月1日 - 開業[1]。
- 1950年代 - 改建為高架車站，是片町線沿線最初的高架化車站。
- 1987年- 國鐵分割民營化後，由西日本旅客鐵道（JR西日本）繼承此站。
- 2006年12月24日 - 大阪市營地下鐵今里筋線鴫野站開業。
- 2018年
  - 3月17日 - JR西日本的学研都市線導入車站編號。
  - 11月30日 - JR西日本站綠窗口結束營業。
- 2019年3月16日 - 隨大阪東線放出站至新大阪站開業，大阪東線列車開始途徑本站。

## 相鄰車站
西日本旅客鐵道（JR西日本）
 學研都市線（片町線）
■快速、■區間快速
通過
■普通
放出（JR-H39）－鴫野（JR-H40）－京橋（JR-H41）
 大阪東線
■直通快速
通過
■普通
JR野江（JR-F06）－鴫野（JR-F07）－放出（JR-F08）
大阪市高速電氣軌道（大阪地下鐵）
 今里筋線
蒲生四丁目（I18）－鴫野（I19）－綠橋（I20）

### 利用狀況
1. ↑  大阪府統計年鑑 （页面存档备份，存于） - 大阪府
2. ↑  大阪市統計書 （页面存档备份，存于） - 大阪市

地下鐵統計資料
1. ↑  路線別乗降人員（2018年11月13日 交通調査）PDF - Osaka Metro

大阪府統計年鑑
1. ↑  大阪府統計年鑑（平成3年）PDF
2. ↑  大阪府統計年鑑（平成4年）PDF
3. ↑  大阪府統計年鑑（平成5年）PDF
4. ↑  大阪府統計年鑑（平成6年）PDF
5. ↑  大阪府統計年鑑（平成7年）PDF
6. ↑  大阪府統計年鑑（平成8年）PDF
7. ↑  大阪府統計年鑑（平成9年）PDF
8. ↑  大阪府統計年鑑（平成10年）PDF
9. ↑  大阪府統計年鑑（平成11年）PDF
10. ↑  大阪府統計年鑑（平成12年）PDF
11. ↑  大阪府統計年鑑（平成13年）PDF
12. ↑  大阪府統計年鑑（平成14年）PDF
13. ↑  大阪府統計年鑑（平成15年）PDF
14. ↑  大阪府統計年鑑（平成16年）PDF
15. ↑  大阪府統計年鑑（平成17年）PDF
16. ↑  大阪府統計年鑑（平成18年）PDF
17. ↑  大阪府統計年鑑（平成19年）PDF
18. ↑  大阪府統計年鑑（平成20年）PDF
19. ↑  大阪府統計年鑑（平成21年）PDF
20. ↑  大阪府統計年鑑（平成22年）PDF
21. ↑  大阪府統計年鑑（平成23年）PDF
22. ↑  大阪府統計年鑑（平成24年）PDF
23. ↑  大阪府統計年鑑（平成25年）PDF
24. ↑  大阪府統計年鑑（平成26年）PDF
25. ↑  大阪府統計年鑑（平成27年）PDF
26. ↑  大阪府統計年鑑（平成28年）PDF
27. ↑  大阪府統計年鑑（平成29年）PDF
28. ↑  大阪府統計年鑑（平成30年）PDF
29. ↑  大阪府統計年鑑（令和元年）PDF

## 外部連結
- 鴫野｜車站資訊：JR出門網 - 西日本旅客鐵道
- 車站Guide：鴫野 - Osaka Metro